# عبد الرحمن الجاسم
عبد الرحمن الجاسم (مواليد 14 أكتوبر 1987) هو حكم كرة قدم قطري. حصل على الشارة الدولية من قبل الفيفا في عام 2013. كان الجاسم ضمن حكام بطولة كأس العالم تحت 20 سنة لكرة القدم 2017، وفي 30 أبريل 2018 تم اختياره كحكم فيديو مساعد في كأس العالم 2018.